# Zelotes lubumbashi
Zelotes lubumbashi är en spindelart som beskrevs av FitzPatrick 2007. Zelotes lubumbashi ingår i släktet Zelotes och familjen plattbuksspindlar.
Artens utbredningsområde är Kongo. Inga underarter finns listade i Catalogue of Life.